# بيكار (حركة سياسية)
بيكار (بالفارسية: پيكار وتعني «المعركة» في اللغة الفارسية) وتسمى أيضًا حركة المجاهدين الماركسية، كانت جماعة علمانية منشقة عن حركة مجاهدي خلق أكبر الجماعات المسلحة الإيرانية. انشق أعضاؤها عن حركة مجاهدي خلق لدعم الماركسية اللينينية العلمانية، بدلاً من حداثة الإسلاميين اليساريين من مجاهدي خلق. وبحلول أوائل ثمانينيات القرن العشرين لم تعد حركة بيكار التي تأسست عام 1975 مؤثرة.

## معلومات تاريخية
تأسست حركة المجاهدين (ML) في أكتوبر عام 1975 عندما صوتت الأغلبية من قادة حركة مجاهدي خلق الذين لم يسجنوا على قبول الماركسية وأعلنوا أن الحركة قد أصبحت ماركسية لينينية. في ذلك الوقت استمرت الجماعة في تسمية نفسها حركة مجاهدي خلق. وقد تم توضيح موقفها في كتيب بعنوان بيان حول القضايا العقائدية، حيث أعلنت القيادة المركزية للجماعة «أنه بعد عشر سنوات من وجودها السري، وأربع سنوات من الكفاح المسلح، وسنتين من إعادة التفكير الأيديولوجي المكثف، فقد توصلوا إلى استنتاج مفاده أن الماركسية، وليس الإسلام، كانت الفلسفة الثورية الحقيقية».
وهذا يعني وجود حركتين متنافستين من حركات المجاهدين، لكل منها منشوراتها الخاصة بها، والتنظيم الخاص بها، والأنشطة الخاصة بها. استمر ذلك قبل الثورة الإيرانية الإسلامية عام 1979 فقط عندما غيرت حركة المجاهدين الماركسية اسمها إلى بيكار، في 7 ديسمبر عام 1978 (16 آذر، 1357)، والاسم الكامل هو: منظمة النضال من أجل تحرير الطبقة العاملة. سميت بهذا الاسم نسبة إلى «رابطة سانت بطرسبرغ للنضال من أجل تحرير الطبقة العاملة»، والتي كانت مجموعة الجناح الأيسر في سانت بطرسبرغ، روسيا. وقد أسسها لينين في خريف عام 1895.
كان مجتبي طالقاني، نجل آية الله طالقاني، أحد أعضاء حركة مجاهدي خلق الذين «تحولوا» إلى الماركسية.
كان حسين روحاني عضوًا بارزًا آخر في حركة بيكار. وكان مرشحًا لمجلس الشورى الإسلامي في طهران، وتسبب في فضيحة كبيرة عام 1980 بإفشائه أسرار مفاوضات حركة مجاهدي خلق مع روح الله الموسوي الخميني لأول مرة. وقد جعل روحاني أيضًا من حركة بيكار «أول منظمة يسارية لانتقاد الخميني شخصيًا»، عندما أطلق على الخميني لقب «المتخلف حضاريًا الذي يعيش في القرون الوسطى» ووصف نظامه بأنه «رجعي» و«فاشي». ولاحقًا تم اعتقال روحاني وسجنه. وفي مايو عام 1982 ظهر على شاشة التلفاز بوصفه أحد أول المعارضين الكثيرين للنظام الذين تخلوا عن معارضتهم فيما يعتقد وبشكل واسع أن ذلك كان بفعل التعذيب في السجون. استنكر روحاني عضويته في حركة بيكار، وأشاد «بالإمام» الخميني وأعلن أنه يشعر بأنه أكثر حرية في السجن عن «العالم الخارجي».
كانت حركة بيكار مؤثرة من الناحية العملية في أوائل ثمانينيات القرن العشرين، وقامت بمعظم الغارات المسلحة على نطاق صغير في شمال إيران، على الرغم من أن الجماعة كانت مسؤولة أيضًا عن وضع الرهائن في إحدى القنصليات الإيرانية في جنيف عام 1982. عانت حركة بيكار بعد انتفاضة المجاهدين في يونيو عام 1981، والتي لم تدعمها ومع ذلك تم «اعتقال أعضائها وإعدامهم بشكل جماعي» بعد ذلك.ووفقًا لمنظمة MIPT (المعهد التذكاري لمنع الإرهاب)، «يمكن اعتبار بيكار حركة غير مؤثرة، حيث من المفترض أنه قد تم إعادة دمج أعضائها في حركة مجاهدي خلق أو غيرها من الجماعات المعارضة المناهضة لروح الله الموسوي الخميني منذ أوائل ثمانينيات القرن العشرين وحتى منتصفها».

## وصلات خارجية
- In which direction is our society going?